# CHRNA1
El Receptor Nicotínico de Acetilcolina Subunidad Alfa-1, también conocido como nAChRα1, es una proteína presente en los seres humanos, la cual está  codificada por el gen CHRNA1 . La proteína codificada por este gen es una subunidad de ciertos receptores nicotínicos de acetilcolina (nAchR).
El receptor de acetilcolina muscular consta de 5 subunidades de 4 tipos diferentes: 2 isoformas alfa y 1 de cada una de las subunidades beta, gamma y delta. Este gen codifica una subunidad alfa que desempeña un papel en la unión/activación de canales de acetilcolina. Alternativamente, se han identificado variantes de transcritos empalmados que codifican diferentes isoformas.

## Interacciones
Se ha demostrado que el receptor colinérgico, nicotínico y alfa 1 interactúan con el gen CHRND .